# Gonomyia (Gonomyia) sibyna
Gonomyia (Gonomyia) sibyna is een tweevleugelige uit de familie steltmuggen (Limoniidae). De soort komt voor in het Oriëntaals gebied.